# Moreda de Álava
Moreda de Álava (cooficialmente en euskera: Moreda Araba) es un municipio español de la provincia de Álava, en la comunidad autónoma del País Vasco. Tiene una población de 277 habitantes (2017).

## Toponimia
El significado etimológico del nombre del pueblo parece transparente. Según el DRAE Moreda tiene dos significados en castellano: 'moral' o 'sitio poblado de moreras'. En cualquier caso el topónimo hace referencia a la presencia en el lugar de árboles o zarzas que dan como fruto moras. El topónimo es una evolución romance de la palabra latina moreta.
El documento escrito más antiguo que se conserva sobre esta localidad data del año 934, y es un diploma escrito en latín en el que se recogen los votos del Conde de Castilla y Álava Fernán González a favor del Monasterio de San Millán de la Cogolla. En este documento se menciona que Rivo de Moreta ('Río de Moreda') contribuye al monasterio con una medida de vino en oblación por vecino y año. En un documento del siglo XI aparece mencionado un Senior Lope Albarez de Moreca como testigo de una donación de un monasterio en el vecino Cripán. Es en el siglo XII, cuando el nombre del pueblo aparece ya ampliamente documento como Moreda en varios documentos.
El pueblo se ha denominado históricamente Moreda, pero por decreto de 2 de julio de 1916, a recomendación de la Real Sociedad Geográfica se cambió la denominación oficial a Moreda de Álava. Esto se realizó para evitar que existieran localidades con la misma denominación oficial en España. Las otras localidades denominadas Moreda en España son Moreda de Aller en Asturias, otra Moreda en León (actualmente integrada en Vega de Espinareda) y otra en Granada (integrada actualmente en el municipio de Morelábor).
Moreda de Álava se encuentra en una zona romanceada desde muy antiguo, donde el mismo nombre del pueblo tiene ese origen. Por ello no ha llegado hasta el presente un nombre tradicional del pueblo en lengua vasca, si alguna vez lo hubo. Se ha solido utilizar el nombre antiguo del pueblo, Moreta, como denominación vasca del mismo llegando a utilizarse en algunas ocasiones como denominación bilingüe Moreda de Álava/Moreta, pero actualmente la Real Academia de la Lengua Vasca tiene fijado Moreda como nombre formal del pueblo en euskera. En aquellos contextos en los que haya que distinguirlo de otras localidades homónimas recomienda la forma Moreda Araba

## Geografía
Moreda de Álava se sitúa en la Rioja Alavesa, y en la frontera con Navarra, sobre la ladera de un pequeño montículo. El terreno del poblado está todo en cuesta orientada hacia el sur. Moreda cuenta con apenas 233 vecinos.

## Historia
De sus orígenes aún conserva parte de la muralla que la rodeó. Perteneciente al concejo de Laguardia fue en 1666 cuando tras el pago de una sustanciosa cantidad Carlos II le otorgó el privilegio de villazgo, lo que le supuso un desembolso de 2500 ducados de vellón y de 50 de plata, que fue prestado por las monjas del Convento Madre de Dios de Logroño para pagar el título, los gastos del proceso de separación y pleitos contra Laguardia.

## Demografía
Moreda cuenta con una población de 215 habitantes (INE 2024).
| Gráfica de evolución demográfica de Moreda de Álava entre 1842 y 2021                                               |
| |
| Población de derecho según los censos de población del INE Población de hecho según los censos de población del INE |

## Administración y política
| Periodo   | Nombre                           | Partido | Partido                                                       |
| --------- | -------------------------------- | ------- | ------------------------------------------------------------- |
| 1979-1983 | María Soledad Bujanda Pellejero  |         | Independiente                                                 |
| 1983-1987 | Pedro Larrion Ceballos           |         | Euzko Alderdi Jeltzalea-Partido Nacionalista Vasco (EAJ-PNV)  |
| 1987-1991 | José María San Juan García       |         | Partido Socialista de Euskadi-Euskadiko Ezkerra (PSE-EE PSOE) |
| 1991-1995 | Pedro Larrion Ceballos           |         | Euzko Alderdi Jeltzalea-Partido Nacionalista Vasco (EAJ-PNV)  |
| 1995-1999 | Eugenio Jiménez Ibáñez           |         | Euzko Alderdi Jeltzalea-Partido Nacionalista Vasco (EAJ-PNV)  |
| 1999-2003 | Juan José Los Arcos Bujanda      |         | Partido Popular del País Vasco (PP)                           |
| 2003-2007 | Ángeles García de Jalón Marauri  |         | Euzko Alderdi Jeltzalea-Partido Nacionalista Vasco (EAJ-PNV)  |
| 2007-2011 | Miriam Garrido Remírez de Ganuza |         | Partido Socialista de Euskadi-Euskadiko Ezkerra (PSE-EE PSOE) |
| 2011-2015 | Miguel Ángel Bujanda Fernández   |         | Euzko Alderdi Jeltzalea-Partido Nacionalista Vasco (EAJ-PNV)  |
| 2015-2019 | Miriam Garrido Remírez de Ganuza |         | Partido Socialista de Euskadi-Euskadiko Ezkerra (PSE-EE PSOE) |
| 2019-2023 | Miguel Ángel Bujanda Fernández   |         | Euzko Alderdi Jeltzalea-Partido Nacionalista Vasco (EAJ-PNV)  |
| 2023-act. | Maravillas García Díaz de Cerio  |         | Euzko Alderdi Jeltzalea-Partido Nacionalista Vasco (EAJ-PNV)  |

| Partido político                                              | 2015  | 2015       | 2011  | 2011       | 2007  | 2007       | 2003  | 2003       | 1999  | 1999       | 1995  | 1995       | 1991  | 1991       |
| Partido político                                              | %     | Concejales | %     | Concejales | %     | Concejales | %     | Concejales | %     | Concejales | %     | Concejales | %     | Concejales |
| Partido Socialista de Euskadi-Euskadiko Ezkerra (PSE-EE PSOE) | 43,75 | 3          | 30,90 | 2          | 35,71 | 3          | 16,92 | 1          | 14,35 | 1          | 14,35 | 1          | 25,00 | 3          |
| Euzko Alderdi Jeltzalea-Partido Nacionalista Vasco (EAJ-PNV)  | 43,75 | 2          | 38,20 | 3          | 35,20 | 3          | 52,24 | 4          | 41,15 | 3          | 62,96 | 5          | 48,15 | 3          |
| Partido Popular del País Vasco (PP)                           | 7,50  | 0          | 22,47 | 0          | 20,41 | 1          | 29,85 | 2          | 42,11 | 3          | 21,30 | 1          | 25,93 | 2          |
| Aralar                                                        | —     | —          | 3,37  | 0          | 6,12  | 0          | —     | —          | —     | —          | —     | —          | —     | —          |
| Unidad Alavesa (UA)                                           | —     | —          | —     | —          | —     | —          | 0,00  | 0          | —     | —          | 0,00  | 0          | —     | —          |

## Cultura

### Patrimonio
Iglesia de Santa María

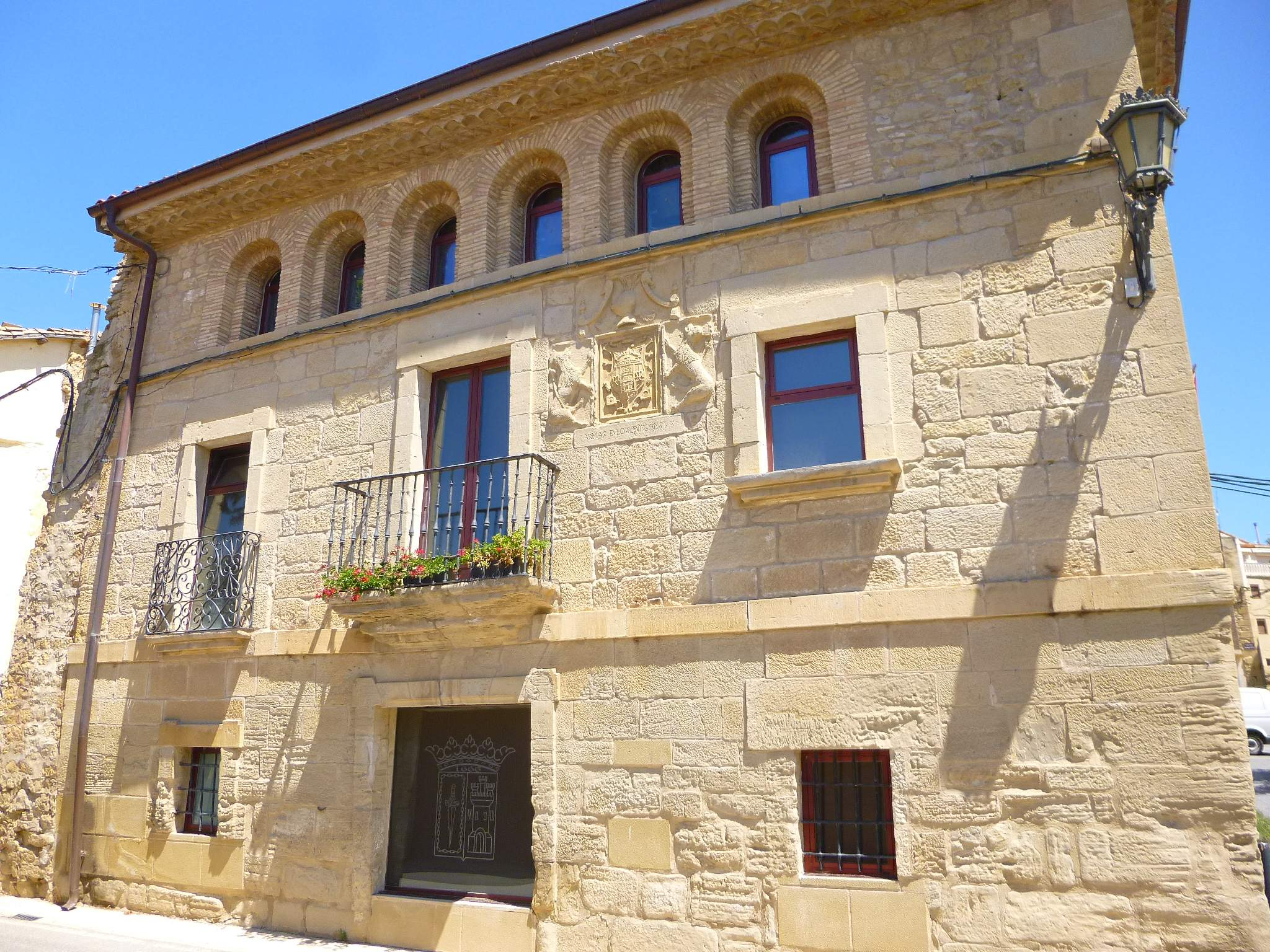
Ayuntamiento de Moreda de Álava

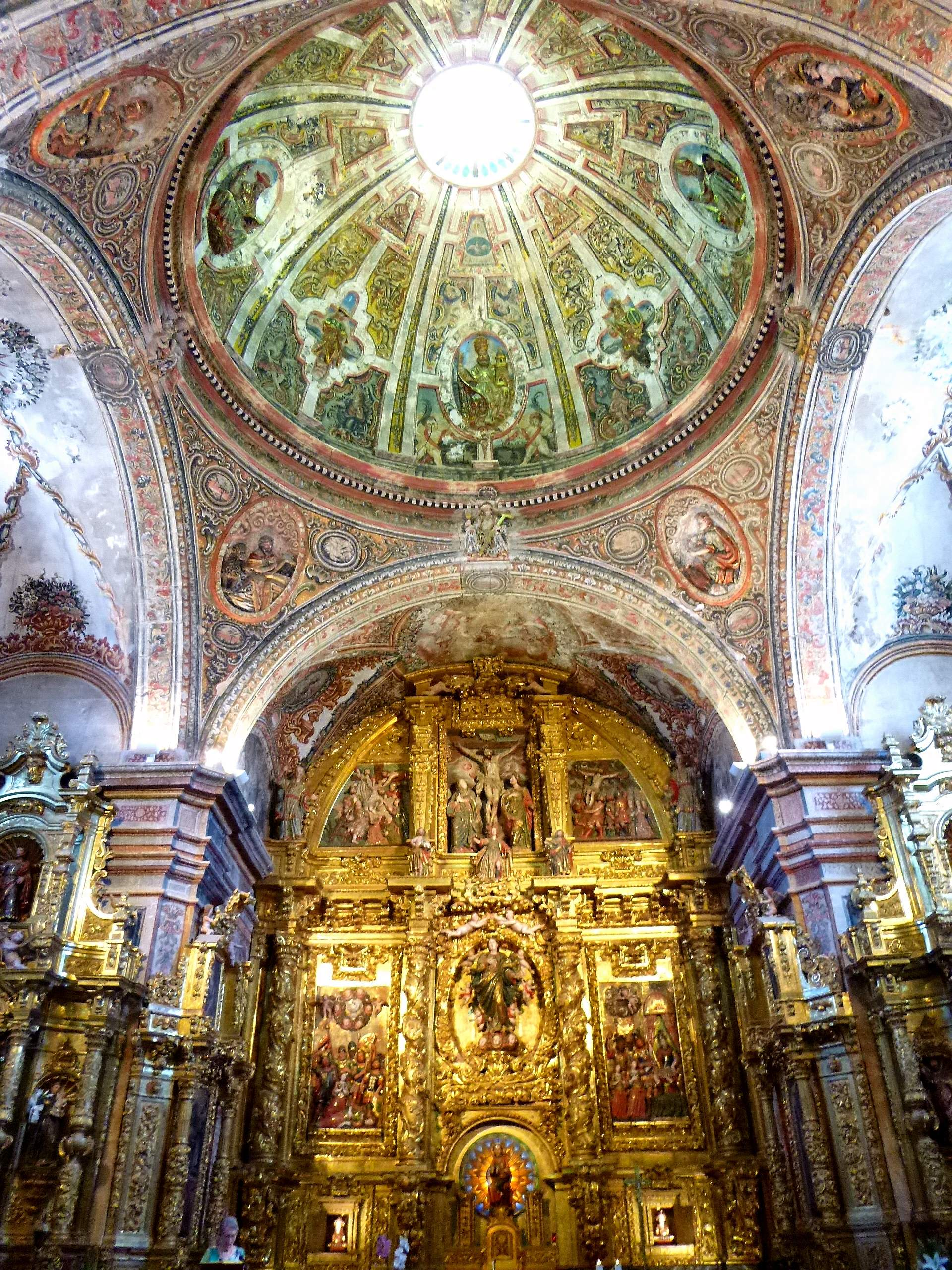
Aspecto de la iglesia parroquial de Santa María

Las obras comenzaron a finales del siglo XVI, en 1595, de cuya época se conservan el coro, la pila bautismal, la portada plateresca y algunos elementos de la nave. Otros elementos fueron levantados a finales del XVII. A comienzos del XVIII se terminó la construcción. En su interior, además de las pinturas que decoran por completo las paredes y los muros del templo, lo más destacado es el retablo mayor barroco, además de una bella imagen del Santo Cristo.
En cuanto a la imagen de Santa María de Moreda, es heredera de la línea románico-gótica corresponde al estilo de las Andra-Mari tradicional del País Vasco.
Se conservan varios edificios singulares con escudos, portadas con arcos de medio punto y galerías con solanas.

### Festividades
El día 15 de agosto el pueblo celebra la festividad de la Asunción.
El Domingo de Pascua se celebra la Quema del Judas. Se celebra en las escaleras de la iglesia, en el rincón que da acceso a la iglesia. Allí durante los oficios se exponen dos muñecos, que representan a Judas y a su compañera, la Judesa. Después de la Misa de Resurrección, cuando la gente sale de la iglesia se lee la sentencia que condena a los personajes a ser quemados, mientras son volteados.

### Gastronomía
El vino
Como toda la Rioja Alavesa, Moreda se distingue por el vino, de lo cual existe constancia documental desde el año 939 (cfr. supra). En él se recogen los votos del Conde de Castilla, Fernán González, a favor del monasterio riojano de San Millán de la Cogolla y que obligaba a contribuir a Rivo de Moreta ('Río de Moreda' en latín) por cada vecino y año, con una medida de vino como muestra de oblación hacia dicho monasterio. La calidad de los vinos de Moreda se atestigua en numerosos escritos, incluidos libros de Diezmos donde se señala que los vecinos del pueblo aportaban a la Iglesia el diez por ciento de sus cosechas, excepto una familia de Moreda que se entregaba directamente 100 cántaras de vino a la Casa del Rey.
En la actualidad una única bodega tiene a Moreda como centro de operaciones, Bodegas Fernández de Piérola. Pequeña y de carácter familiar, nació en 1996. Para la creación de sus vinos de Selección utilizan los viñedos familiares enclavados en la misma localidad.
El zurracapote
Además del vino no hay que olvidar el zurracapote, elaborado con vino, limón, azúcar y canela, una bebida que se bebe en las fiestas patronales del pueblo.
La sartenada
Gastronómicamente lo más destacado es la ‘sartenada’, un revuelto hecho a base de patatas, caracoles, pimientos y guindillas. Su elaboración es sencilla, tal y como su propio nombre indica se prepara todo revuelto en una gran sartén, por supuesto con aceite de Moreda.
El aceite
Destaca el municipio por su gran tradición aceitera, que se refleja en el trujal de aceite, de gran interés por su antigüedad.